# Oedaspis trotteriana
Oedaspis trotteriana är en tvåvingeart som beskrevs av Mario Bezzi 1913. Oedaspis trotteriana ingår i släktet Oedaspis och familjen borrflugor. Inga underarter finns listade i Catalogue of Life.